# Чёрная сотня (сословие)
Чёрная сотня — городское сословие торговцев и ремесленников Русского государства. 
Выборный руководитель самоуправляющегося общества в посаде  — Чёрной сотни — Сотник. Чёрные сотни делились на десятки, ими руководили десятские. Также в документах встречаются и полусотни.

## История
В зависимости от города, посад, ранее подол, делился на слободы и сотни. Жители посадов и слобод назывались люди, с прибавлением эпитета: посадские, чёрной сотни, или определённой слободы. Чёрные сотни, слободские люди и посадские по закону имели равные права.
В царствование Михаила Фёдоровича в Москве было десять чёрных сотен. Название сотням давалось по названию местности, в которой они находились. Также в документах встречаются полусотни. 
Организация сотен — общинная. Долг члена чёрной сотни взыскивался со всей общины. В 1649 году посадским людям запретили продавать и закладывать тяглые места. 
На чёрные сотни накладывались обязательства по городскому благоустройству (например, мощения улиц), выделения квартир для различных людей, содержать земских ярыжек и так далее. Члены чёрных сотен избирались для исполнения различных обязанностей и должностей. 
Чёрные сотни и слободы делились на десятки. Управляли сотнями выборные сотники и десятские. Во второй половине XVII века появились упоминания о сотенных палатах, в которых сидели выборные старосты.

## Чёрные люди
Чёрные люди — низшее сословие, жители чёрных слобод, чёрные посадские люди, черносошные крестьяне. С начала XVIII века чёрным народом начали называть все податные сословия.